# Tamilischer Kalender
Der tamilische Kalender ist einer der vielen traditionellen Kalender Indiens. Er ist ein Sonnenkalender und wird vor allem im indischen Bundesstaat Tamil Nadu und von den Tamilen in Sri Lanka benutzt.

## Geschichte
Die ältesten Hinweise auf Zeitrechnung auf dem indischen Subkontinent gibt es bereits in den Veden, deren älteste Teile bis etwa 1200 v. Chr. zurückreichen. Aus späterer Zeit stammt das Jyotisha Vedanga mit Abhandlungen über Astronomie und Astrologie. Griechische und westasiatische Kenntnisse beeinflussten in den ersten Jahrhunderten n. Chr. die Siddhantas (astronomische Lehrbücher). Vor allem das Arya-Siddhanta, und das Yakkya-Karana bilden die Grundlage des tamilischen Kalenders.

## Das Jahr
Das Jahr ist ein siderisches Jahr. In den Surya Siddhantas wird die Länge mit 365,2587558 Tagen (365 Tage 6 Stunden 12 Minuten 36,5 Sekunden) angegeben; andere Siddhantas weichen davon um einige Sekunden ab. Der tatsächliche Wert beträgt 365,256360 Tage (365 Tage 6 Stunden 9 Minuten 9,5 Sekunden).
Die Jahreszählung
Die Jahreszählung erfolgt nach der Kali Yuga Ära und nach dem 60-jährigen Jupiterzyklus, bei dem jedes Jahr einen eigenen Namen hat.
Die Regierung benutzt seit 1981 (teilweise schon seit 1971) die Tiruvalluvar-Ära.
Die Namen der Jahre im 60-jährigen Zyklus lauten:
| lfd. | Name      | Name        |  | lfd. | Name      | Name        |  | lfd. | Name      | Name          |
| Nr.  | tamilisch | deutsch     |  | Nr.  | tamilisch | deutsch     |  | Nr.  | tamilisch | deutsch       |
| ---- | --------- | ----------- |  | ---- | --------- | ----------- |  | ---- | --------- | ------------- |
| 01   | பிரபவ      | prabhava    |  | 21   | சர்வசித்து    | sarvajit    |  | 41   | பிலவங்க     | plavaṅga      |
| 02   | விபவ       | vibhava     |  | 22   | சர்வதாரி     | sarvadhârin |  | 42   | கீலக       | kîlaka        |
| 03   | சுக்ல       | śukla       |  | 23   | விரோதி       | virôdhin    |  | 43   | சௌமிய       | saumya        |
| 04   | பிரமோதூத     | pramôda     |  | 24   | விக்ருதி      | vikṛita     |  | 44   | சாதாரண      | sâdhâraṇa     |
| 05   | பிரசோற்பத்தி   | prajâpati   |  | 25   | கர        | khara       |  | 45   | விரோதகிருது    | virôdhakṛit   |
| 06   | ஆங்கீரச     | aṅgiras     |  | 26   | நந்தன      | nandana     |  | 46   | பரிதாபி      | paridhâvin    |
| 07   | ஸ்ரீமுக      | śrîmukha    |  | 27   | விஜய       | vijaya      |  | 47   | பிரமாதீச     | pramâdin      |
| 08   | பவ        | bhâva       |  | 28   | ஜய        | jaya        |  | 48   | ஆனந்த      | ânanda        |
| 09   | யுவ        | yuvan       |  | 29   | மன்மத      | manmatha    |  | 49   | ராட்சச      | râkshasa      |
| 10   | தாது        | dhâtṛi      |  | 30   | துன்முகி      | durmukha    |  | 50   | நள        | anala         |
| 11   | ஈஸ்வர      | îśvara      |  | 31   | ஹேவிளம்பி     | hémalamba   |  | 51   | பிங்கள      | pingala       |
| 12   | வெகுதானிய     | bahudhânya  |  | 32   | விளம்பி      | vilamba     |  | 52   | காளயுக்தி     | kâlayukta     |
| 13   | பிரமாதி      | pramâthin   |  | 33   | விகாரி       | vikârin     |  | 53   | சித்தார்த்தி    | siddhârthin   |
| 14   | விக்கிரம     | vikrama     |  | 34   | சார்வரி      | śârvarin    |  | 54   | ரௌத்திரி      | raudra        |
| 15   | விஷு        | vṛisha      |  | 35   | பிலவ       | plava       |  | 55   | துன்மதி      | durmati       |
| 16   | சித்திரபானு    | chitrabhânu |  | 36   | சுபகிருது     | śubhakṛit   |  | 56   | துந்துபி      | dundubhi      |
| 17   | சுபானு       | subhânu     |  | 37   | சோபகிருது     | śôbhana     |  | 57   | ருத்ரோத்காரி    | rudhirôdgârin |
| 18   | தாரண       | târaṇa      |  | 38   | குரோதி       | krôdhin     |  | 58   | ரக்தாட்சி     | raktâksha     |
| 19   | பார்த்திப     | pârthiva    |  | 39   | விசுவாசுவ     | viśvâvasu   |  | 59   | குரோதன      | krôdhana      |
| 20   | விய        | vyaya       |  | 40   | பரபாவ      | parâbhava   |  | 60   | அட்சய      | kshaya        |

Der Jahresanfang
Der Jahresanfang wird durch den Eintritt der Sonne in das Tierkreiszeichen mêsha (Widder) bestimmt. das Jahr beginnt dann mit dem Monat Chittirai. 2008 wurde der Jahresanfang auf den Monat Tai verlegt, doch war diese Verlegung so sehr umstritten, dass sie 2011 wieder rückgängig gemacht wurde.

Bei der Jahreszählung nach der Thiruvalluvar Ära, die die Regierung benutzt, beginnt das Jahr weiterhin mit dem Monat Tai.
Wenn die Sonne zwischen Sonnenaufgang (Tagesbeginn) und Sonnenuntergang in diese Tierkreiszeichen eintritt, beginnt das Jahr am gleichen Tag, wenn die Sonne zwischen Sonnenuntergang und Sonnenaufgang (Tagesende) in dieses Tierkreiszeichen eintritt, beginnt das Jahr am nächsten Tag.
Die Schaltung
Ein festes Schaltschema für Jahre mit 366 Tagen gibt es nicht, da der Jahresanfang durch den Eintritt der Sonne in das Tierkreiszeichen Widder bestimmt wird. Ob ein Jahr 365 oder 366 Tage hat, ergibt sich aus den astronomischen Daten. Die nächsten Jahre mit 366 Tagen sind:
| Kali Yuga | Jahr im Zyklus | Jahr im Zyklus | Jahr          |
|           | tamilisch      | deutsch        | gregorianisch |
| --------- | -------------- | -------------- | ------------- |
| 5013      | நந்தன           | nandana        | 2012 – 2013   |
| 5017      | துன்முகி           | durmukha       | 2016 – 2017   |
| 5021      | சார்வரி           | śârvarin       | 2020 – 2021   |
| 5024      | சோபகிருது          | śôbhana        | 2023 – 2024   |
| 5028      | பிலவங்க          | plavaṅga       | 2027 – 2028   |

Die Genauigkeit
Das Siddhanta-Jahr ist mit 365,2587558 Tagen um 0,0023958 Tage (3 Minuten und 26 Sekunden) länger als das siderische Jahr mit 365,256360 Tagen. Damit verschiebt es sich in rund 400 Jahren um einen Tag gegen den Fixsternhimmel. Das Siddhanta-Jahr ist mit 365,2587558 Tagen um 0,01656528 Tage (23 Minuten und 51 Sekunden) länger als das tropische Jahr mit 365,24219052 Tagen. Damit verschiebt es sich in rund 60 Jahren um einen Tag gegenüber den Jahreszeiten. Gegenwärtig beginnt das Jahr rund 23 Tage nach der Frühlingstagundnachtgleiche.

## Der Monat
Der Weg, den die Sonne scheinbar in einem siderischen Jahr zurücklegt, wird in 12 Tierkreiszeichen zu je 30° eingeteilt. Da die Umlaufbahn der Erde um die Sonne eine Ellipse ist, steht die Sonne bei ihrem scheinbaren Lauf unterschiedlich lange in den einzelnen Tierkreiszeichen, wie die folgende Tabelle zeigt:
| Tierkreiszeichen | Tierkreiszeichen | Verweildauer der Sonne in Tagen | Westliches Tierkreiszeichen |
| tamilisch        | deutsch          | Verweildauer der Sonne in Tagen | Westliches Tierkreiszeichen |
| ---------------- | ---------------- | ------------------------------- | --------------------------- |
| மேஷம்              | mêsha            | 30,92557                        | Widder                      |
| ரிஷபம்             | vṛishabham       | 31,40334                        | Stier                       |
| மிதுனம்             | mithuna          | 31,61057                        | Zwillinge                   |
| கடகம்             | karka            | 31,47001                        | Krebs                       |
| சிம்மம்             | siṁha            | 31,03613                        | Löwe                        |
| கன்னி              | kanyâ            | 30,45612                        | Jungfrau                    |
| துலாம்              | tulâ             | 29,90196                        | Waage                       |
| விருச்சிகம்           | vṛiśchika        | 29,50668                        | Skorpion                    |
| தனுசு              | dhanus           | 29,34806                        | Schütze                     |
| மகரம்             | makara           | 29,45446                        | Steinbock                   |
| கும்பம்             | kumbha           | 29,80668                        | Wassermann                  |
| மீனம்              | mîna             | 30,33917                        | Fische                      |

Der Monatsanfang
Der Monatsanfang wird durch den Eintritt der Sonne in ein neues Tierkreiszeichen bestimmt. Wenn die Sonne zwischen Sonnenaufgang (Tagesbeginn) und Sonnenuntergang in das Tierkreiszeichen eintritt, beginnt der Monat am gleichen Tag, wenn die Sonne zwischen Sonnenuntergang und Sonnenaufgang (Tagesende) in das Tierkreiszeichen eintritt, beginnt der Monat am nächsten Tag.
Die Monatslänge
Die Sonne steht bei ihrem scheinbaren Lauf unterschiedlich lange in den einzelnen Tierkreiszeichen. Die Zeit schwankt zwischen 29,34806 Tagen (29 Tage 8 Stunden 21 Minuten 12 Sekunden) und 31,61057 Tagen (31 Tage 14 Stunden 39 Minuten 13 Sekunden). Entsprechend dauert ein Monat zwischen 29 und 32 Tagen, und ein einzelner Monat kann in verschiedenen Jahren unterschiedliche Länge haben.
Die Monatsnamen
Die Monate wurden ursprünglich nach den Mondhäusern Nakshatra benannt, in denen der Eintritt der Sonne in ein neues Tierkreiszeichen stattfand. Die Monate des Jahres haben folgende Namen und entsprechende Daten im gregorianischen Kalender:
| Monat     | Monat     | Monat     |  | கர / khara (Thiruvalluvar 2041–2042) | கர / khara (Thiruvalluvar 2041–2042) | கர / khara (Thiruvalluvar 2041–2042) |  | நந்தன / nandana (Thiruvalluvar 2042–2043) | நந்தன / nandana (Thiruvalluvar 2042–2043) | நந்தன / nandana (Thiruvalluvar 2042–2043) |  | விஜய / vijaya (Thiruvalluvar 2043–2044) | விஜய / vijaya (Thiruvalluvar 2043–2044) | விஜய / vijaya (Thiruvalluvar 2043–2044) |  | ஜய/ jaya (Thiruvalluvar 2044–2045) | ஜய/ jaya (Thiruvalluvar 2044–2045) | ஜய/ jaya (Thiruvalluvar 2044–2045) |
| tamilisch | tamilisch | deutsch   |  | gregorianisches Datum                | gregorianisches Datum                | Anzahl Tage                          |  | gregorianisches Datum                    | gregorianisches Datum                    | Anzahl Tage                              |  | gregorianisches Datum                  | gregorianisches Datum                  | Anzahl Tage                            |  | gregorianisches Datum              | gregorianisches Datum              | Anzahl Tage                        |
| --------- | --------- | --------- |  | ------------------------------------ | ------------------------------------ | ------------------------------------ |  | ---------------------------------------- | ---------------------------------------- | ---------------------------------------- |  | -------------------------------------- | -------------------------------------- | -------------------------------------- |  | ---------------------------------- | ---------------------------------- | ---------------------------------- |
| 1         | சித்திரை      | Chittirai |  | 14.                                  | April 2011                           | 31                                   |  | 14.                                      | April 2012                               | 30                                       |  | 14.                                    | April 2013                             | 31                                     |  | 14.                                | April 2014                         | 31                                 |
| 1         | வைகாசி       | Vaigâśi   |  | 15.                                  | Mai 2011                             | 31                                   |  | 14.                                      | Mai 2012                                 | 32                                       |  | 15.                                    | Mai 2013                               | 31                                     |  | 15.                                | Mai 2014                           | 31                                 |
| 1         | ஆனி        | Âni       |  | 15.                                  | Juni 2011                            | 32                                   |  | 15.                                      | Juni 2012                                | 31                                       |  | 15.                                    | Juni 2013                              | 31                                     |  | 15.                                | Juni 2014                          | 32                                 |
| 1         | ஆடி        | Âḍi       |  | 17.                                  | Juli 2011                            | 31                                   |  | 16.                                      | Juli 2012                                | 31                                       |  | 16.                                    | Juli 2013                              | 32                                     |  | 17.                                | Juli 2014                          | 31                                 |
| 1         | ஆவணி       | Avaṇi     |  | 17.                                  | August 2011                          | 31                                   |  | 16.                                      | August 2012                              | 31                                       |  | 17.                                    | August 2013                            | 31                                     |  | 17.                                | August 2014                        | 31                                 |
| 1         | புரட்டாசி     | Puraṭṭâdi |  | 17.                                  | September 2011                       | 31                                   |  | 16.                                      | September 2012                           | 31                                       |  | 17.                                    | September 2013                         | 30                                     |  | 17.                                | September 2014                     | 31                                 |
| 1         | ஐப்பசி      | Aippaśi   |  | 18.                                  | Oktober 2011                         | 30                                   |  | 17.                                      | Oktober 2012                             | 30                                       |  | 17.                                    | Oktober 2013                           | 30                                     |  | 18.                                | Oktober 2014                       | 30                                 |
| 1         | கார்த்திகை     | Kârttigai |  | 17.                                  | November 2011                        | 29                                   |  | 16.                                      | November 2012                            | 30                                       |  | 16.                                    | November 2013                          | 30                                     |  | 17.                                | November 2014                      | 29                                 |
| 1         | மார்கழி      | Mârgaḷi   |  | 16.                                  | Dezember 2011                        | 30                                   |  | 16.                                      | Dezember 2012                            | 29                                       |  | 16.                                    | Dezember 2013                          | 29                                     |  | 16.                                | Dezember 2014                      | 30                                 |
| 1         | தை         | Tai       |  | 15.                                  | Januar 2012                          | 29                                   |  | 14.                                      | Januar 2013                              | 30                                       |  | 14.                                    | Januar 2014                            | 30                                     |  | 15.                                | Januar 2015                        | 29                                 |
| 1         | மாசி        | Mâśi      |  | 13.                                  | Februar 2012                         | 30                                   |  | 13.                                      | Februar 2013                             | 29                                       |  | 13.                                    | Februar 2014                           | 30                                     |  | 13.                                | Februar 2015                       | 30                                 |
| 1         | பங்குனி      | Paṅguni   |  | 14.                                  | März 2012                            | 31                                   |  | 14.                                      | März 2013                                | 31                                       |  | 15.                                    | März 2014                              | 30                                     |  | 15.                                | März 2015                          | 30                                 |
|           |           |           |  |                                      |                                      | 366                                  |  |                                          |                                          | 365                                      |  |                                        |                                        | 365                                    |  |                                    |                                    | 365                                |

Die Tage eines Monats werden von 1 bis 29 bzw. 32 gezählt. Die tamilischen Zahlzeichen findet man unter Tamil-Schrift, aber sie sind fast vollständig von der in Europa üblichen Zahlenschreibweise verdrängt.

## Die Woche
Die Wocheneinteilung ist babylonisch-griechischen Ursprungs. Die Namen sind von den entsprechenden indischen Gottheiten abgeleitet. Die Namen sind in der folgenden Tabelle zusammengestellt:
| tamilisch | deutsch | im gregorianischen Kalender |
| --------- | ------- | --------------------------- |
| திங்கள்      | Thingal | Montag                      |
| செவ்வாய்      | Chevvai | Dienstag                    |
| புதன்       | Puthan  | Mittwoch                    |
| வியாழன்      | Vyalan  | Donnerstag                  |
| வெள்ளி       | Velli   | Freitag                     |
| சனி        | Chany   | Samstag                     |
| ஞாயிறு       | Gnayaru | Sonntag                     |

## Der Tag
Der Tag dauert von Sonnenaufgang bis Sonnenaufgang.